# Aphodius guangdongensis
Aphodius guangdongensis är en skalbaggsart som beskrevs av Maté 2008. Aphodius guangdongensis ingår i släktet Aphodius och familjen Aphodiidae. Inga underarter finns listade i Catalogue of Life.